# 永見佳織
永見 佳織（ながみ かおり、1983年1月1日 - ）は、静岡第一テレビ (SDT) のアナウンサー。

## 人物・経歴
愛知県江南市出身。血液型O型。
愛知県立松蔭高等学校、椙山女学園大学人間関係学部卒業。
中学生時代、レギュラーでドラマ『中学生日記』（NHK名古屋放送局）に3年間出演していた。(静岡第一テレビの夕方ワイド番組『まるごと』にて本人より)
大学在学中の2003年から3年間、ジュビロ磐田のマスコットガールを務めた。また、2006年6月から3か月間、ウェザーニューズが運営する携帯電話向け動画天気番組『おは天』の中部地方キャスターを担当していた。
2007年4月に、高知放送 (RKC) のアナウンサーになった。2012年3月でRKCを退職し、同年4月から静岡第一テレビ（SDT）に移籍した。

## 出演番組

### 現在の担当番組
- every.しずおか（2023年4月〜） - キャスター
- しずプリ
- FRONT ZERO
- ごちそうカントリー - ナレーション

### 過去の担当番組
- まるごと（ - 2023年3月）

#### 高知放送在籍時
テレビ
- 公園どおりのウィークエンド
- ごきげん ボニートっ!
- わんダフォ〜
- 朝だ!生です旅サラダ（リポーター）
- RKCニュース

ラジオ
- モーニングシャワー（大木瞳美アナと交互に担当）
- LUNCHリクエスト
- RKCニュース

### 出演番組
- うわっ!ダマされた大賞（日本テレビ、2018年12月30日）